# Litomyšl
Litomyšl (deutsch Leitomischl) ist eine Stadt im Okres Svitavy in der ostböhmischen Region Pardubice in Tschechien. Das Schloss Litomyšl gehört zum UNESCO-Welterbe. Der bekannteste Sohn der Stadt ist der Komponist Bedřich Smetana.

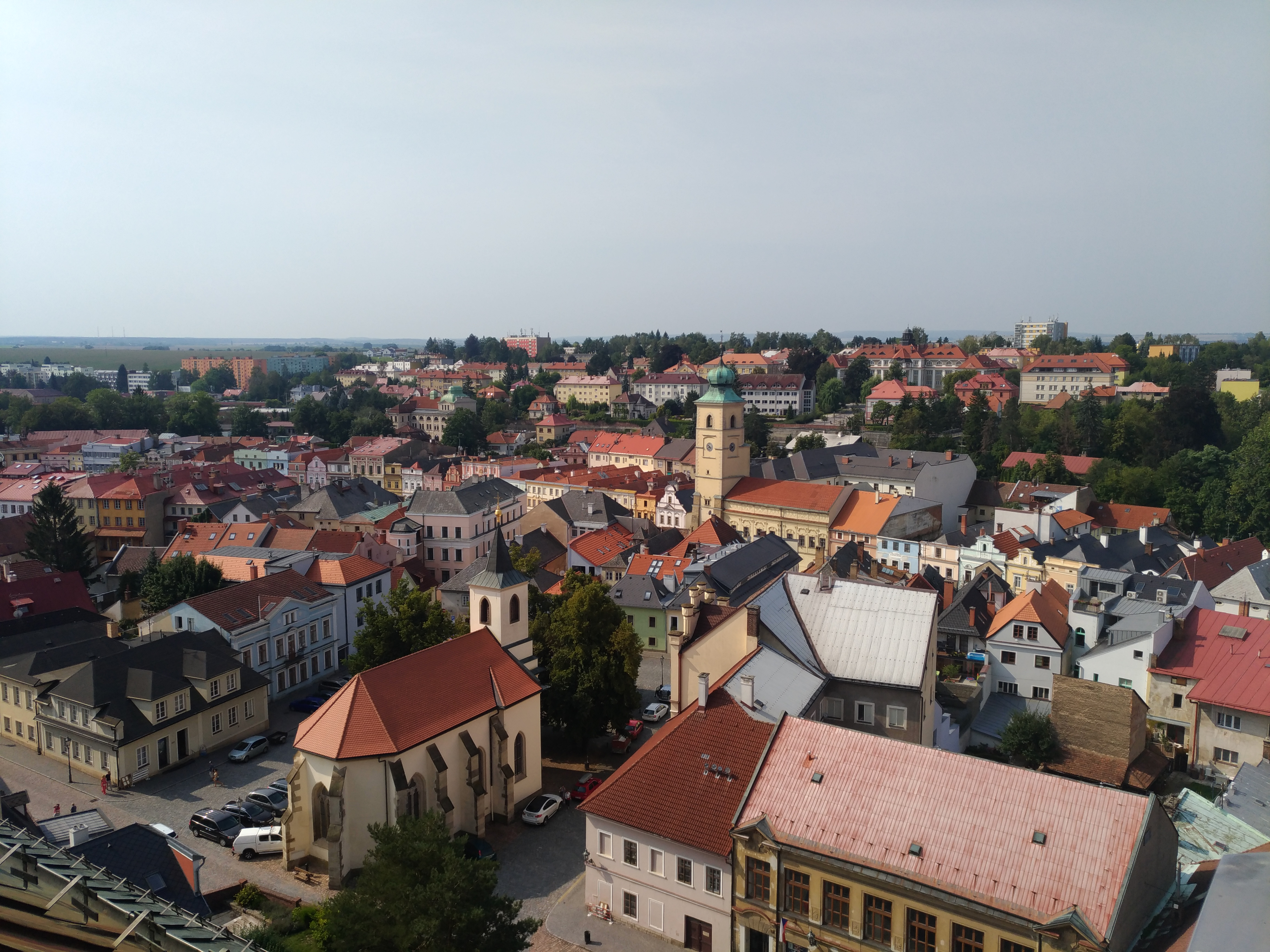
Ortsansicht

## Geschichte
Litomyšl, das an der Loučná liegt, wurde erstmals für das Jahr 981 in der Chronica Boemorum des Kosmas von Prag urkundlich erwähnt. Es wird vermutet, dass die Slavnikiden im 10. Jahrhundert an der Stelle des heutigen Schlosses eine Burgstätte errichten ließen. Ende des 11. Jahrhunderts gründete Herzog Břetislav II. unterhalb der Burg ein Benediktinerkloster, das der Olmützer Bischof Heinrich Zdik 1145 an Prämonstratenser übertrug, die aus der Gegend um Aachen kamen und in der Rodung erfahren waren.
Die ursprüngliche Siedlung unterhalb des Klosterberges wurde 1108 als „opidum Lutomisl“ erwähnt. König Ottokar II. Přemysl verlieh ihr 1259 das Marktrecht, eine eigene Gerichtsbarkeit und 1263 das Königgrätzer Stadtrecht. Zu dieser Zeit war sie sowohl von Tschechen als auch von Deutschen bewohnt. In der zweiten Hälfte des 14. Jahrhunderts gab es Zünfte für Bäcker, Tuchmacher und Weber.
Nach der Erhebung des Bistums Prag zum Erzbistum 1344 wurde das Bistum Litomyšl gegründet und als Suffragandiözese Prag unterstellt. Die Kleriker des Prämonstratenserklosters, das bei der Bistumsgründung aufgehoben worden war, bildeten das Domkapitel. Bischof Johannes von Neumarkt holte 1356 die Augustiner nach Litomyšl.
In den Hussitenkriegen flohen die Domherren 1425 nach Svitavy, das zur Diözese Olmütz gehörte. Damit ging das Bistum Litomyšl unter und wurde später nicht mehr erneuert, auch wenn es rechtlich erst 1554 erlosch.
Die Herrschaft Litomyšl war ab 1432 im Besitz der Kostka von Postupice, die auf der Seite der Böhmischen Brüder standen. Dadurch wurde Litomyšl ein wichtiges Zentrum der Brüderunität und war zeitweise auch der Sitz eines Seniors. Nachdem Bohuš Kostka von Postupice 1547 den Ständeaufstand gegen König Ferdinand I. unterstützt hatte, verlor er seine Besitzungen. 1548 wurden auch die Böhmischen Brüder aus Litomyšl vertrieben.
1567 kam die Herrschaft Litomyšl durch Tausch gegen Chropyně an den böhmischen Oberstkanzler Vratislav von Pernstein, der in den nächsten Jahren das Renaissance-Schloss errichten ließ. Im Zuge der Gegenreformation mussten nach der Schlacht am Weißen Berg die Protestanten, die einen Glaubenswechsel ablehnten, die Stadt verlassen. Frebonie von Pernstein rief 1640 die Piaristen nach Litomyšl, die ein Gymnasium und ein Philosophisches Seminar gründeten sowie das Theater- und Musikleben förderten. Sie leisteten bis in die Neuzeit einen wesentlichen Beitrag zur geistigen und kulturellen Entwicklung der Stadt.
Nach dem Dreißigjährigen Krieg erhielt die Adelsfamilie Trauttmansdorff die Herrschaft Litomyšl. Ihr folgten 1758 die Grafen Waldstein und 1855 die Fürsten Thurn und Taxis, die Litomyšl im Wege der Versteigerung erwarben.
Die Stadt wurde mehrmals durch Brände zerstört und musste sowohl in den Schlesischen als auch in den Napoleonischen Kriegen Truppendurchmärsche und Plünderungen erdulden.
Im 19. Jahrhundert war Litomyšl ein bedeutendes Zentrum der tschechischen Nationalen Wiedergeburt. Am 9. Juli 1929 wurde die Stadt offiziell vom ersten Präsidenten der Tschechoslowakischen Republik T. G. Masaryk besucht.
Im März 1939 lag die Stadt nun im von deutschen Nationalsozialisten kontrollierten Protektorat Böhmen und Mähren. Im April darauf besetzten rund 800 Soldaten der deutschen Wehrmacht die Stadt, sie bezogen dabei besonders Schulgebäude.
Litomyšl hatte bis 1942 eine Jüdische Gemeinde, deren Mitglieder vollständig deportiert wurden. Die Synagoge überstand bis ins Jahr 1969. Sie wurde abgerissen um Wohnraum in Plattenbauten zu schaffen.
Anfang Mai 1945 floh die Wehrmacht aus Litomyšl vor der heranrückenden Roten Armee der Sowjetunion, welche die Stadt am 9. Mai 1945 von den deutschen Besetzern befreit hatte. Bereits früh begannen Prozesse gegen tschechische Kollaboranten, im Umland der Stadt entstanden hierfür Internierungslager, da für die Inhaftnahme das örtliche kleine Gefängnis nicht ausreichend war. Die deutschsprachigen Einwohner wurden im Juni 1945 größtenteils vertrieben und ausgewiesen. Stufenweise ausgebaut wurde 1946 bis 1957 ein neues Krankenhaus. Der zentrale Marktplatz und seine Gebäude wurde 1950 unter Denkmalschutz gestellt. In den 1970er und 1980er Jahren entstanden neue Wohnviertel. Die 1970er wurden genutzt um das Schloss Litomyšl zu sanieren.
Mit dem Hochwasser 1984 trat der Fluss Loučná über die Ufer und flutete das historische Stadtzentrum. Das Hochwasser hinterließ eine dicke Schicht an Schlamm und Mais von umliegend gefluteten Äckern.
1994 fand in Litomyšl auf Initiative des Staatspräsidenten Václav Havel ein Treffen von sieben Präsidenten der mitteleuropäischen Länder statt. Zwei Jahre später besuchte der damalige spanische König Juan Carlos I. die Stadt. 1999 wurde das Schloss mit seinen Gärten und seiner Umgebung in die Liste des UNESCO-Weltkulturerbes aufgenommen.
Am 1. Juli 2022 wurde in der Stadt die tschechische EU-Ratspräsidentschaft 2022 offiziell eingeleitet.

## Stadtgliederung
Zu Litomyšl gehören die Ortsteile Kornice (Kornitz), Lány (Lana), Nedošín (Nedoschin), Nová Ves u Litomyšle (Neudorf b. Leitomischl), Pazucha (Poslich), Pohodlí (Friedrichshof), Suchá (Sucha), Zahájí (Sahaj) und Záhradí (Sachrad).

## Sehenswürdigkeiten
Das historische Stadtzentrum wurde 1965 zum städtischen Denkmalreservat erklärt.
- Das Schloss Leitomischl ist eines der bedeutendsten Renaissance-Denkmäler in Mitteleuropa und als UNESCO-Welterbe eingetragen.
- Mittelpunkt der Stadt ist der langgestreckte Marktplatz. Er ist umgeben von Bürgerhäusern im Renaissance- und Barockstil mit Lauben und Giebeln. Besonders reich geschmückt ist das Haus Nr. 10 Zu den Rittern. Das Rathaus wurde 1418 errichtet und später umgestaltet (siehe auch Neues Rathaus Litomyšl). Das Denkmal für Bedřich Smetana am Westende des Platzes schuf 1924 Jan Štursa.
- Mariensäule auf dem Marktplatz
- Die Pfarrkirche der Heiligen Kreuzerhöhung (Kostel povýšení sv. Kříže) wurde ab 1356 für die Augustiner gebaut und 1378 fertiggestellt. Unter Maria Manrique de Lara, Witwe von Vratislav von Pernstein, erfolgte 1601 ein Umbau. Das Gemälde der Heiligen Kreuzerhöhung schuf Ignaz Raab, die Bilder des Kreuzweges stammen von Josef Cereghetti. Ende des 19. Jahrhunderts wurde die Kirche nach Plänen von Franz Schmoranz teilweise regotisiert. In den Jahren 1995–2000 fand eine umfangreiche Renovierung statt.
- Die Konventgebäude (heute Propstei) wurden 1758–1763 nach einem Entwurf des Architekten Jiří Beba im Barockstil errichtet.
- Die Piaristenkirche Auffindung des heiligen Kreuzes (Kostel nalezení sv. Kříže) wurde unter Graf Franz Wenzel von Trauttmansdorff ab 1714 nach Plänen von Giovanni Battista Alliprandi neu errichtet und nach dessen Tod von Franz Maximilian Kaňka vollendet. Matthias Bernhard Braun schuf die Statuen der vier Evangelisten und an der Fassade die Skulpturen des hl. Wenzel und des heiligen Prokop. Die Kirche diente auch als Grablege für die Ordensangehörigen und die Grafen Trauttmansdorff und Waldstein-Wartenberg. Nachdem die Piaristen 1948 Litomyšl hatten verlassen müssen, wurde die Kirche dem Verfall preisgegeben. Die 1991 begonnene Renovierung ist noch nicht abgeschlossen.
- Im Piaristenkolleg aus dem 16. Jahrhundert ist das Stadtmuseum untergebracht. Das Portal schmücken Wappen der Trauttmansdorff (Blüte und Stern) und der Pernsteiner (Auerochse mit Nasenring).
- Die Klostergärten erstrecken sich auf einer Anhöhe unterhalb des Schlosses und folgen teilweise der ehemaligen Stadtmauer. Sie wurden im Renaissancestil angelegt und später barock umgestaltet und dienten auch als Zier- und Nutzgärten. Nach 1948 waren sie nicht mehr zugänglich und verwahrlost. 1999 wurden sie saniert und für die Öffentlichkeit geöffnet.
- Die Friedhofskirche ist der heiligen Anna geweiht. Sie wurde 1670–1672 durch die Gräfin Marie Anna von Trauttmansdorff, geborene Berka von Duba und Leipa errichtet.
- Ein 1959 geschaffenes Denkmal für den Schriftsteller Alois Jirásek, der am Piaristengymnasium als Lehrer wirkte, befindet sich in den Grünanlagen zwischen Schloss und Museum.
- Der ehemalige Landschaftspark Nedošínský háj, beschrieben in Alois Jiráseks Roman Filozofská historie, ist ein Naturdenkmal und Ausflugsziel.

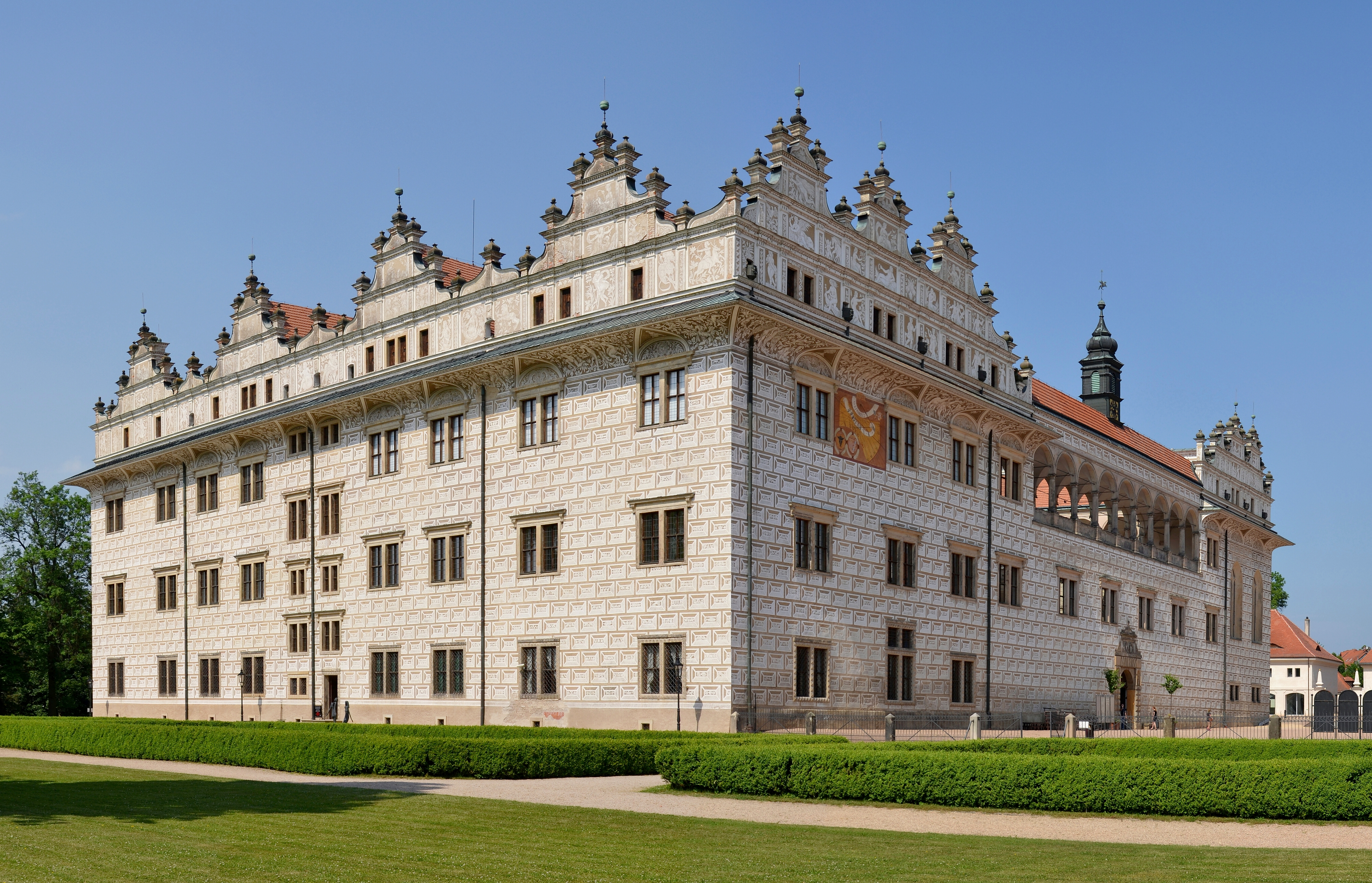
Schloss Litomyšl
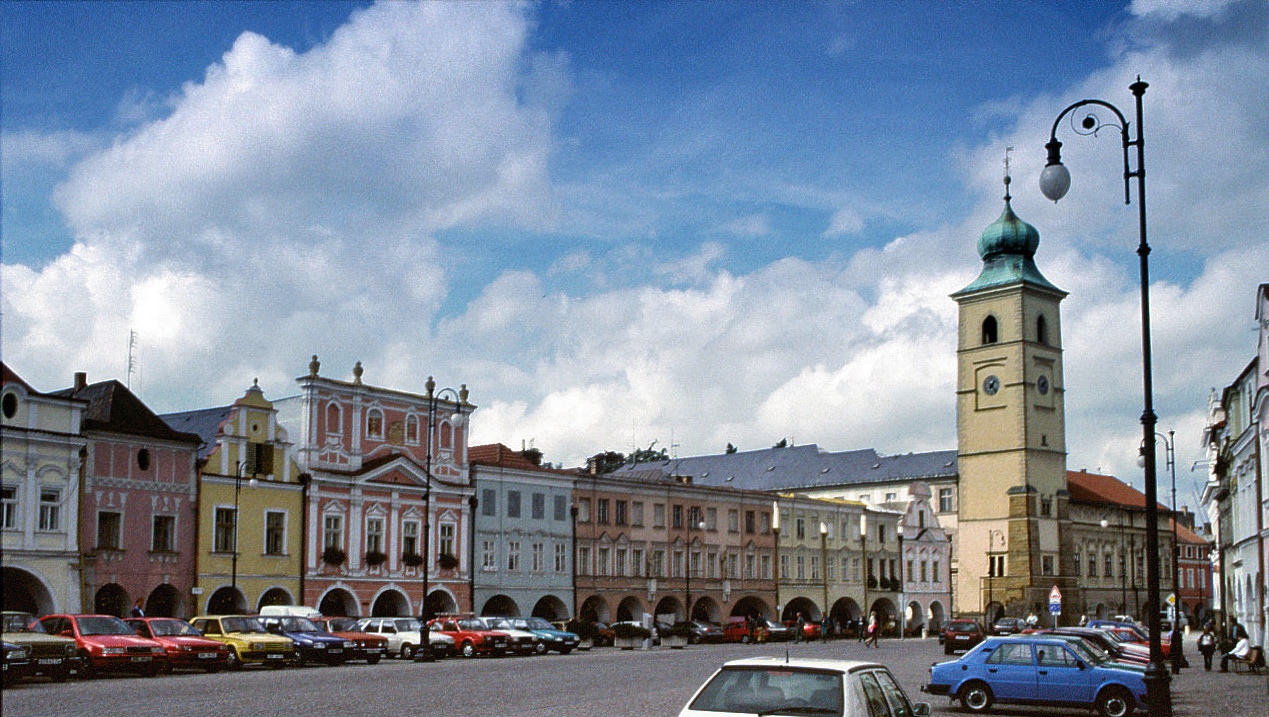
Marktplatz
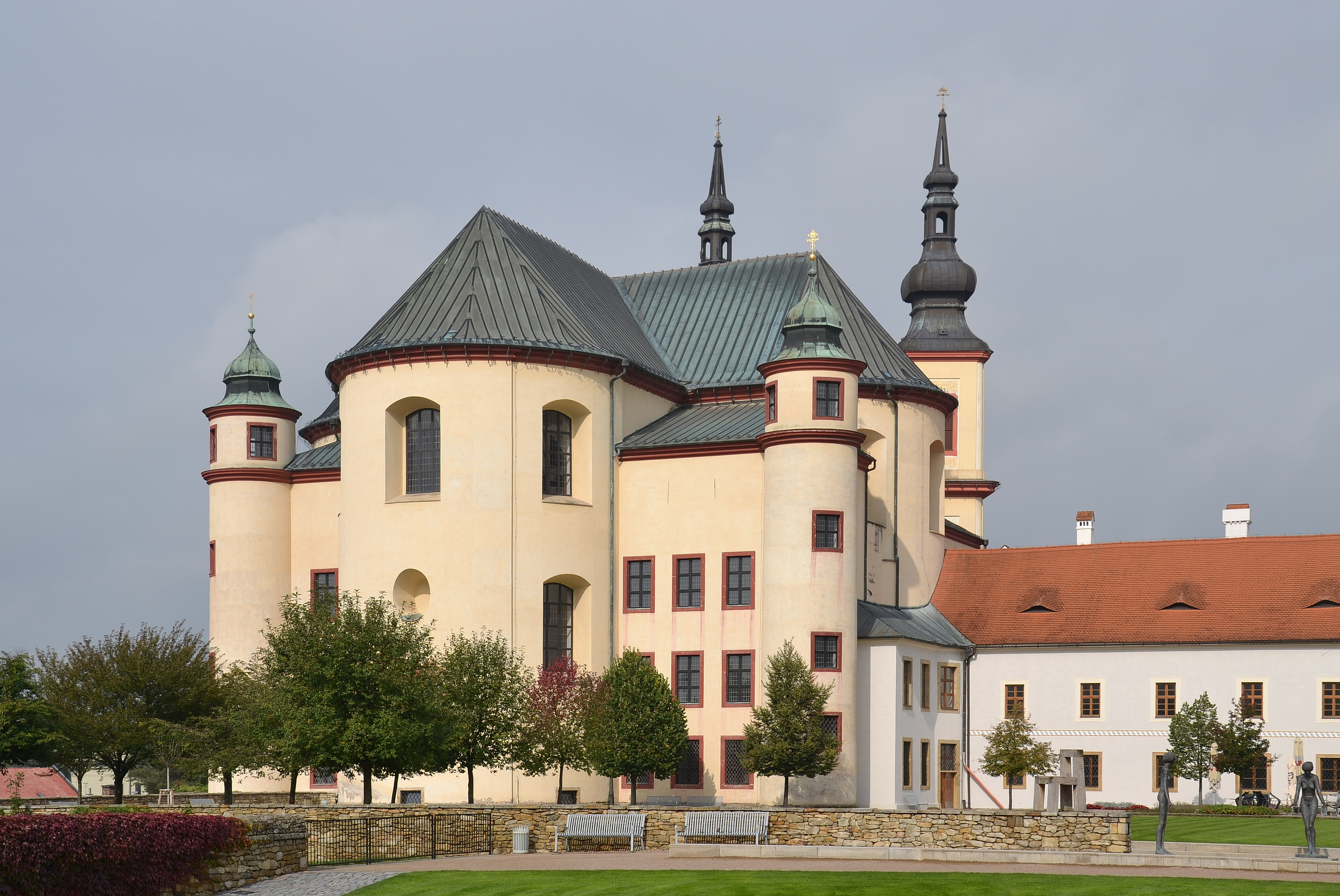
Piaristenkirche Auffindung des hl. Kreuzes

## Rundfunksender
In der Nähe von Litomyšl befindet sich bei 49°49'07"N; 16°18'27"E der wichtigste Kurzwellensender des tschechischen Rundfunks. Die Anlage verfügt über bis zu 105 Meter hohe Türme.
Ein Stück südwestlich dieser Anlage befindet sich bei 49°48'38"N; 16°18'5"E ein Mittelwellensender, der auf der Frequenz 1287 kHz mit 150 W-Sendeleistung betrieben wird. Er verwendet als Sendeantenne zwei abgespannte 125 Meter hohe Stahlfachwerkmasten.

## Bildung
In Litomyšl befindet sich die Fakultät für Restaurierung der Universität Pardubice.

## Städtepartnerschaften
Litomyšl unterhält folgende Partnerschaften:
- Levoča (Leutschau), Slowakei
- Noordenveld, Niederlande
- San Polo d’Enza, Italien

## Persönlichkeiten

### Söhne und Töchter der Stadt
- Nikolaus von Leitomischl († um 1403), Theologe und Gelehrter
- Bedřich Smetana (1824–1884), Komponist
- Franz Johann Kwizda von Hochstern (1827–1888), Bürgermeister von Korneuburg, Begründer des Pharmaunternehmens Kwizda
- Julius Mařák (1832–1899), Landschaftsmaler
- Josef Theurer (1862–1927), Physiker und Mathematiker
- Emanuel Formánek (1869–1929), Mediziner und Politiker (Tschechische national-soziale Partei)
- Zdeněk Nejedlý (1878–1962), Musikwissenschaftler und Politiker
- Arne Novák (1880–1939), Literaturhistoriker und Literaturkritiker
- Čestmír Jeřábek (1893–1981), Schriftsteller, Dramaturg und Literaturkritiker
- Zdeněk Kopal (1914–1993), Astronom
- Vladimír Popelka (* 1948), Radrennfahrer
- František Trkal (* 1970), Radrennfahrer
- Martin Kabrhel (* 1982), Pokerspieler

### Im Ort wirkten

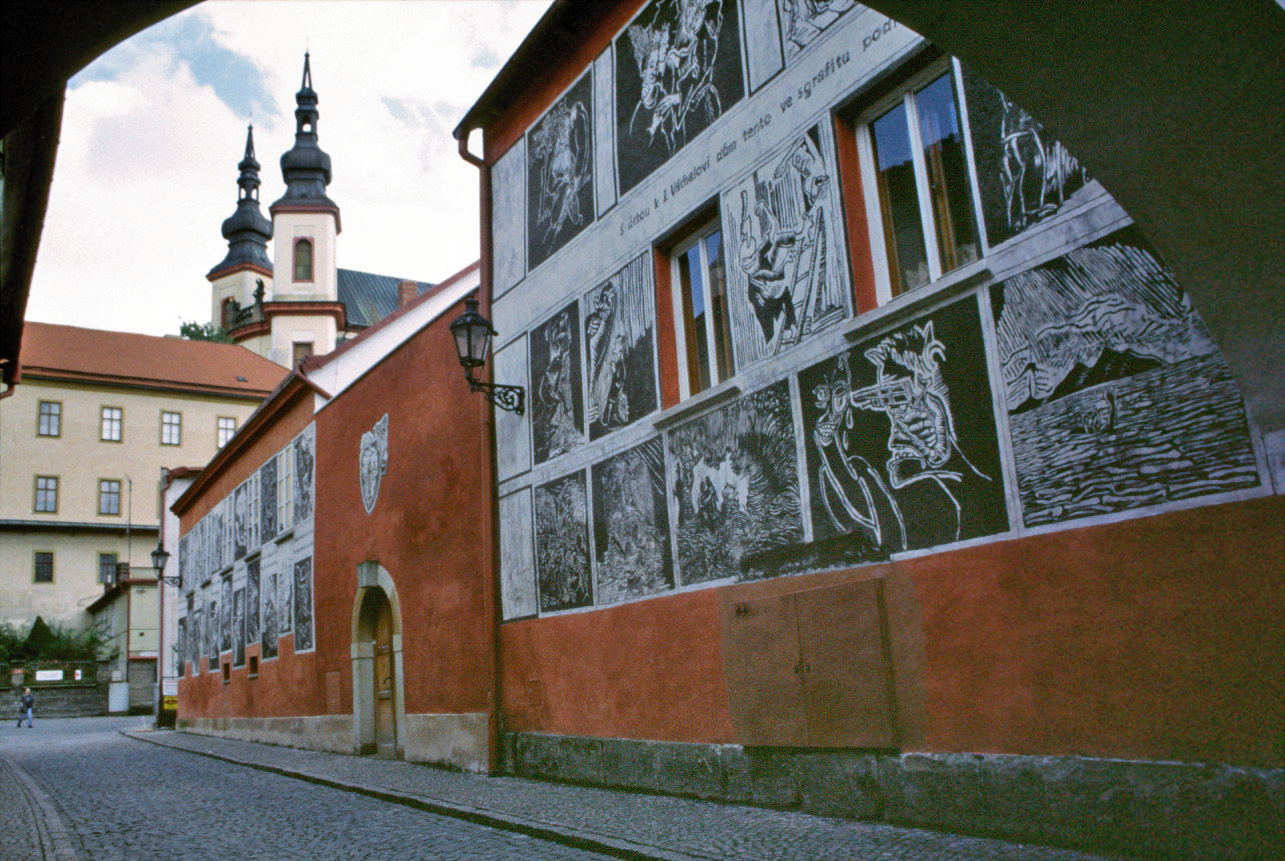
Haus mit Graffiti nach Váchal-Grafiken

- Bonifác Buzek, Priester, Volksaufklärer, Philosoph und Pädagoge, lehrte hier
- Jan Černý, Arzt und Priester der Brüder-Unität, wohnte etliche Jahre im Ort
- Alois Jirásek, Schriftsteller, unterrichtete am hiesigen Gymnasium
- Martin Kabátník, Schriftsteller und Mitglied der Brüder-Unität, verstarb in Litomyšl
- Josef Kaizl, Politiker, besuchte hier das Gymnasium
- František Cyril Kampelík, Arzt, Volksaufklärer und Begründer der Selbsthilfe-Genossenschaften, praktizierte und lehrte hier
- Jan Karafiát, Pfarrer der Böhmischen Brüder und Schriftsteller, studierte auch in Litomyšl
- Josef Langer, Piaristenmönch, Mathematiker und Astronom, verstarb in Litomyšl
- Franz Pacák (1713–1757), Bildhauer
- Tomáš Pešina z Čechorodu, Historiker und Schriftsteller, hatte am Ort die Stelle des Dekans inne
- Josef Váchal, Schriftsteller, Maler und Grafiker, lebte und wirkte hier

## Trivia
Die Stadt findet im Lied Wie Böhmen noch bei Öst’reich war. Darin heißt es: „Wie noch ganz Leitomischl beim Zauner war in Ischl.“ Dieses Lied erreichte besonders durch Peter Alexander größere Bekanntheit.